# Google Finance
Google Finance là một trang web được đưa lên mạng vào ngày 21 tháng 3 năm 2006 bởi Google. Dịch vụ này bao gồm các tin tức chính về các tổ chức kinh doanh, doanh nghiệp và tập đoàn bao gồm các chỉ số chứng khoán.